# Pitargou
Pitargou (griechisch Πιταργού, türkisch Akkargı), auch Pittarkou (griechisch Πιτταρκού), ist eine Gemeinde im Bezirk Paphos in der Republik Zypern. Bei der Volkszählung im Jahr 2021 hatte sie einen Einwohner.
Auf dem Gemeindegebiet befindet sich die verlassene Siedlung Kato Panagia.

## Name
Laut Esat Fellehoğlu wurde Pitargou nach seinem Gründer benannt. Jack C. Goodwin behauptet allerdings, dass die ersten Bewohner des Dorfes noch v. Chr. ursprünglich aus Epidavros auf dem Peloponnes stammten und ihre neue Heimat Epidavron nannten. Unter den Römern änderte sich der Name zunächst in Epidavrum und im Mittelalter dann in Pitariou. Die Zyperntürken nahmen 1958 den alternativen Namen Akkargı an, was so viel wie „weißer Speer“ bedeutet.

## Lage und Umgebung

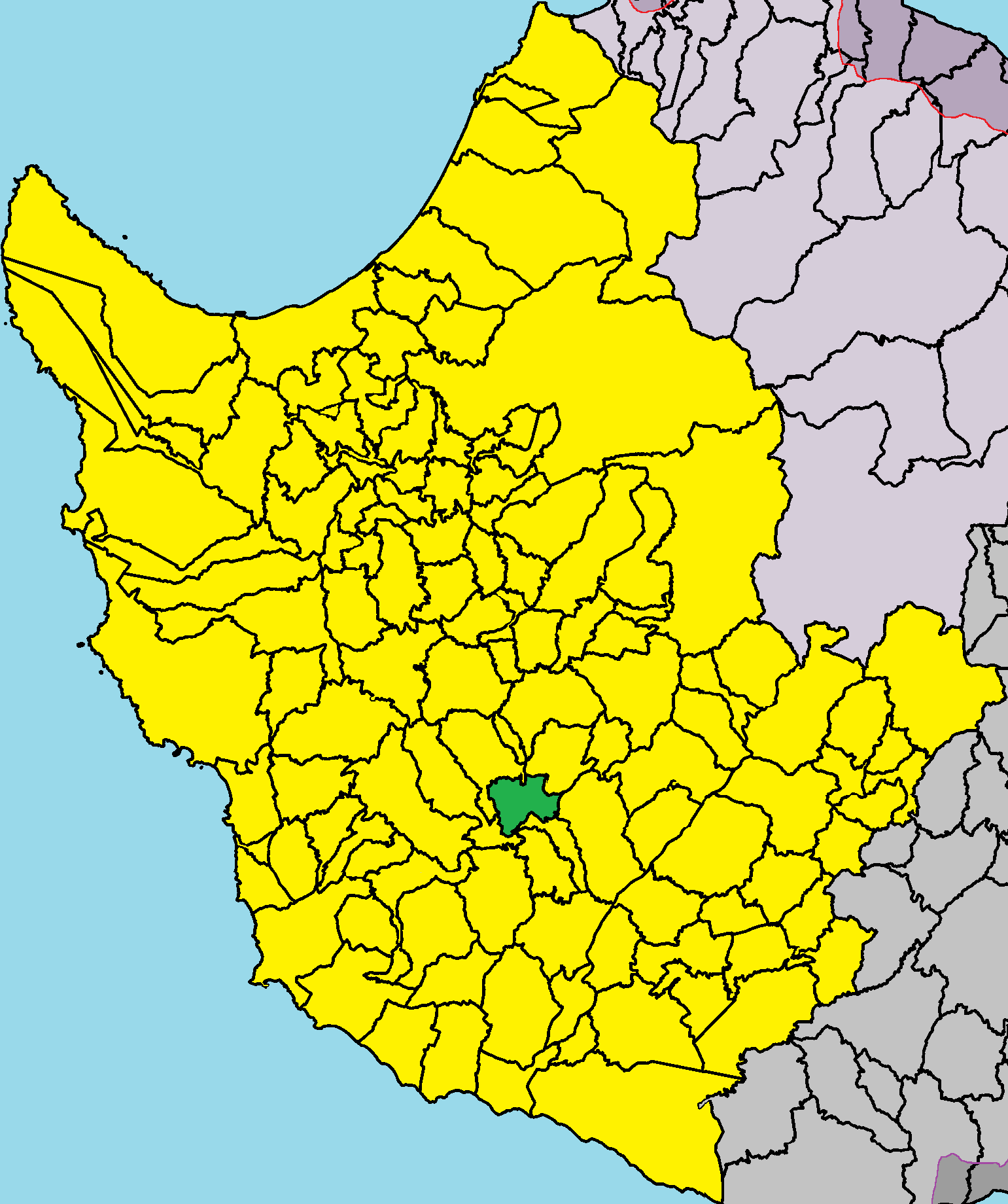
Lage im Bezirk Paphos

Pitargou liegt im Westen der Mittelmeerinsel Zypern auf einer Höhe von etwa 300 Metern, etwa 25 Kilometer nordöstlich von Paphos, 72 Kilometer nordwestlich von Limassol und 155 Kilometer südwestlich von Nikosia. Das 5,61214 Quadratkilometer große Dorf grenzt im Westen und Norden an Letymvou, im Norden und Osten an Lemona, im Osten an Amargeti, im Süden an Eledio, Axylou und Kallepia. Das Dorf kann über einen Abzweig der Straße E702 erreicht werden.
Die durchschnittliche jährliche Niederschlagsmenge beträgt etwa 615 Millimeter. Geologisch betrachtet befinden sich rund um das Flussbett des Ezousas in Pitargou die jüngsten Schwemmlandablagerungen des Holozäns (Sand, Geröll und Ton), während der Rest des Gemeindegebiets von den Ablagerungen der Pachnas-Formation (abwechselnde Schichten aus Kreide, Mergel und Sandstein), den Ablagerungen der Lefkara-Formation (Kreide, Mergel und Keratolith) und den Tonen der Monis-Formation dominiert wird. Darauf entstanden Schwemm- und Kalkböden.

## Geschichte
Pitargou existierte auch im Mittelalter. Es handelte sich wahrscheinlich um das Herrenhaus, das in mittelalterlichen Quellen als Pithavrio bezeichnet wird. Forscher identifizieren Pitargou jedoch mit dem Gebiet, in dem in der Antike eine kleine Stadt namens Epidavron oder Epidavria. Die Stadt Epidavrum im antiken Zypern wird vom lateinischen Schriftsteller Plinius der Ältere erwähnt. Man geht davon aus, dass diese Stadt von griechischen Siedlern vom Peloponnes gegründet wurde.
Während der fränkischen Zeit wird Pitargou als Lehen von Pero de Carthagenia erwähnt. Bis zum Ende der venezianischen Herrschaft war es griechisch. Nach der Eroberung Zyperns durch die Osmanen 1570/71 begann dessen Turkifizierung.

### Bevölkerungsentwicklung
In den Notjahren Ende der 1950er Jahre wurde niemand vertrieben. Doch am 3. Februar 1964 evakuierten die Zyperntürken aus Choulou und Kourdaka aufgrund der zunehmenden Spannungen in der Region und innerhalb des Dorfes ihre Dörfer und suchten Zuflucht in Pitargou. Nur drei Tage später, belagerten zyperngriechische Streitkräfte Pitargou. Nach einigen Überlegungen untereinander beschlossen die Bewohner von Pitargou und die vertriebenen Zyperntürken, in Axylou Zuflucht zu suchen. Sie waren der Überzeugung, dass ihnen ein Zusammenschluss mit den Axylou-Kämpfern eine bessere Zukunft ermöglichen würde. Obwohl viele der vertriebenen Zyperntürken aus Pitargou bis 1975 in Axylou blieben, zwang die Überfüllung andere dazu, an anderen Orten Zuflucht zu suchen. Im Mai 1964 beschlossen einige Familien, nach Pitargou zurückzukehren.
Aufgrund der Türkischen Invasion Zyperns 1974 flohen einige Zyperntürken aus dem Dorf durch die Berge in den von der Türkei kontrollierten Norden. Viele der Zyperntürken flohen ebenfalls in die britische Militärbasis Akrotiri, von wo aus sie im Januar 1975 über die Türkei in den Norden verlegt wurden. Die verbliebenen Zyperntürken wurden am 30. August 1975 von der UNFICYP evakuiert und in den Norden gebracht.
Danach war das Dorf jahrzehntelang verlassen. 2021 wurde wieder ein Einwohner auf dem Gemeindegebiet gezählt.
Die folgende Tabelle zeigt die Bevölkerung des Dorfes, wie sie in den in Zypern durchgeführten Volkszählungen erfasst wurde.
| Jahr      | 1881 | 1891 | 1901 | 1911 | 1921 | 1931 | 1946 | 1960 | 1976 | 1982 | 1992 | 2001 | 2011 | 2021 |
| Einwohner | 125  | 113  | 142  | 154  | 115  | 115  | 133  | 192  | 0    | 0    | 0    | 0    | 0    | 1    |